# Joaquín Lavín

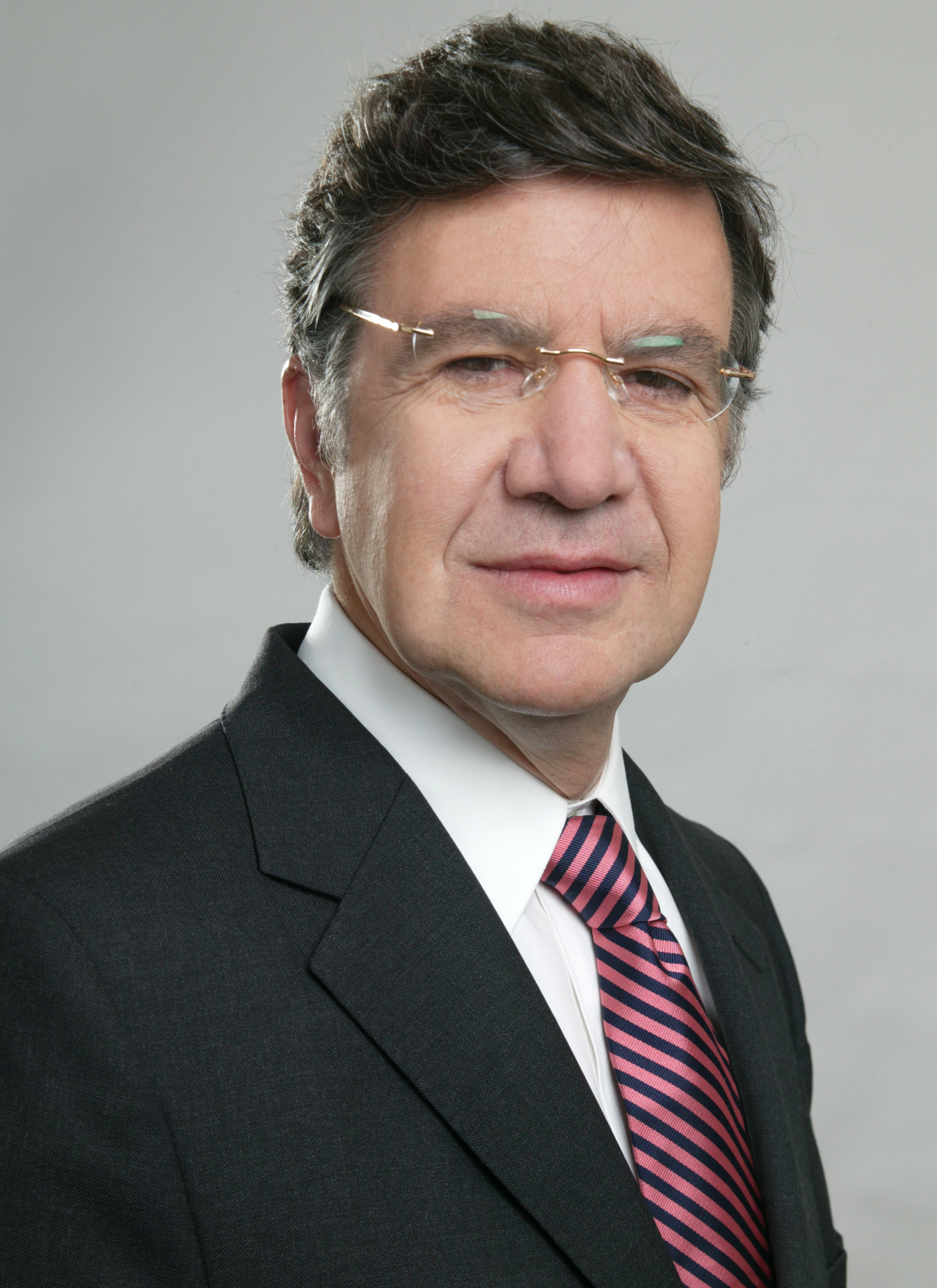
Joaquín Lavín

Joaquín José Lavín Infante (* 23. Oktober 1953 in Santiago de Chile) ist ein chilenischer Politiker und Mitglied der stark rechtsgerichteten Unión Demócrata Independiente (UDI), die in den 1980er-Jahren gegründet wurde. Er kandidierte bei der Präsidentschaftswahl 1999/2000 und 2005/2006 erfolglos für das Amt des chilenischen Präsidenten. Im ersten Kabinett Piñera war er von 2010 bis 2011 Bildungsminister und nach seinem Rücktritt weiter als Minister für Planung und bis 2013 als Minister für Soziale Entwicklung in der Regierung tätig. Seit 2016 ist er, wie schon von 1992 bis 1999, Bürgermeister des reichen Santiagoer Stadtteils Las Condes.

## Leben

### Unter Pinochet
Lavín galt während der Diktatur als Verehrer Augusto Pinochets und gehörte zu den Mitbegründern der rechtsgerichteten Partei Unión Demócrata Independiente. Zu seinen Ziehvätern gehörten neben dem Diktator auch dessen ideologischer Berater Jaime Guzmán.
Lavín stand den Chicago Boys nahe, die während der Regierungszeit Pinochets die Wirtschaft des Landes „reformierten“. In den Jahren 1981 bis 1986 war Lavín Herausgeber des Wirtschaftsteils der einflussreichen Zeitung El Mercurio. Er leitete später eine behutsame Distanzierung von Pinochet ein.

### Seit der Transition
Seit 1992 war er Bürgermeister der für seine Reichenviertel bekannten Gemeinde Las Condes in der Metropolregion Santiago und wurde 1997 mit überwältigender Mehrheit wiedergewählt.

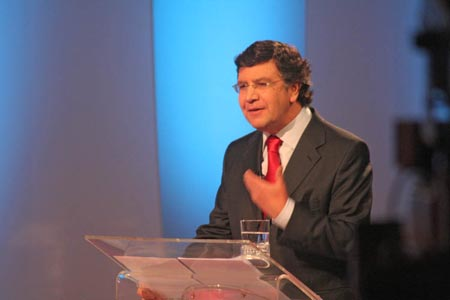
Lavín in einer Fernsehdebatte im Oktober 2005

Bei den Präsidentschaftswahlen im Dezember 1999 und der Stichwahl im Januar 2000 trat Lavín als Kandidat der Alianza por Chile an. Es war das erste Mal seit der Transition, dass sich die beiden rechtsgerichteten Parteien UDI und die Renovación Nacional (RN) sich auf einen gemeinsamen Kandidaten einigen konnten. Der aussichtsreichste Kandidat der RN, Sebastián Piñera, konnte sich in einem internen Machtkampf nicht gegen Lavín durchsetzen, wurde aber dessen Wahlkampfmanager. In seinem Wahlprogramm forderte Lavín mehr Arbeit, eine bessere Gesundheitsversorgung und weniger Kriminalität, womit er in erster Linie die ärmere Bevölkerung ansprach. Er versuchte die Botschaft zu vermitteln, dass die bisherigen Politiker ausgedient hätten, und stattdessen ein neuer Politikertyp gefordert sei. Dies brachte ihm Kritik ein, da auch Pinochet während der Militärdiktatur stets abfällig über die „Herren Politiker“ gesprochen hatte. Im ersten Wahlgang erzielte Lavín 47,3 Prozent der Stimmen, womit er nur knapp hinter dem Kandidaten des Regierungsbündnisses, Ricardo Lagos, lag, der 47,9 Prozent bekommen hatte. Die Stichwahl konnte Lagos schließlich für sich entscheiden.
Bei den Präsidentschaftswahlen 2005/2006 kandidierte Lavín abermals, diesmal jedoch nur für die UDI, weil das rechte Bündnis zerbrochen war. Die RN schickte mit dem 1999 noch glücklosen Sebastián Piñera einen eigenen Kandidaten ins Rennen. Lavín setzte sich im Wahlkampf dafür ein, die soziale Ungleichheit bekämpfen zu wollen und Gefängnisse auf entlegene Inseln bauen zu lassen. Im ersten Wahlgang landete Lavín mit 23,2 Prozent der Stimmen nur auf dem dritten Platz und konnte sich im Gegensatz zu Piñera nicht für die Stichwahl qualifizieren. Noch am Wahlabend sicherte er Piñera seine Unterstützung für die Stichwahl zu, die jedoch die Kandidatin des Regierungsbündnisses, Michelle Bachelet, gewann. Im folgenden Jahr trat Lavín zu den Bürgermeisterwahlen der Gemeinde Santiago an, die er gewann, und er amtierte bis 2004 als Hauptstadtbürgermeister. Nachdem Piñera die Präsidentschaftswahl 2009/2010 gewonnen hatte, machte er Lavín in seinem Kabinett zum Minister für Bildung.

### Rücktritt
Infolge der anhaltenden Studentenproteste in Chile musste er jedoch im Juli 2011 von seinem Amt zurücktreten. Den Forderungen nach kostenloser, entprivatisierter und besserer Bildung – „egalitäre, öffentliche und kostenlose Bildung“, ist in der chilenischen Verfassung als soziales Recht festgeschrieben – hatte Lavín nur Lippenbekenntnisse folgen lassen. Zudem wurde ihm vorgeworfen, er würde über seine Beteiligung an der privaten Universidad de Desarrollo vom derzeitigen Bildungssystem profitieren, weshalb er kaum an Reformen interessiert sein könne. Sein Nachfolger wurde der bisherige Justizminister Felipe Bulnes, Lavín wechselte an die Spitze des Planungsministeriums, das im Oktober desselben Jahres im Ministerium für Soziale Entwicklung aufging, dem Lavín bis 2013 vorstand.

## Sonstiges
Joaquín Lavín ist verheiratet mit María Estela León Ruiz, einer Tochter des bekannten Verkehrspiloten und rechtsgerichteten Anti-Allende-Aktivisten Alberto León Fuentes (* 1931), und hat mit ihr sieben Kinder.
Lavín ist als Supernumerarier Mitglied der katholischen Personalprälatur Opus Dei und gehört zu den bekanntesten Opus-Dei-Mitgliedern im öffentlichen Leben der Hauptstadt.